# Polypodiidae
Polypodiidae, obično zvane leptosporangijatne paprati, ranije Leptosporangiatae, jedna su od četiri podklase paprati, od kojih je najveća grupa živih paprati, uključujući oko 11.000 vrsta širom sveta. Grupa je takođe tretirana kao klasa Pteridopsida ili Polypodiopsida, iako im druge klasifikacije dodeljuju drugačiji rang. Starija imena za grupu uključuju Filicidae i Filicales, iako su bar „vodene paprati” (sada Salviniales) tada tretirane odvojeno.

## Literatura
- Chase, Mark W.; Reveal, James L. (2009). „A phylogenetic classification of the land plants to accompany APG III”. Botanical Journal of the Linnean Society. 161 (2): 122—127. doi:10.1111/j.1095-8339.2009.01002.x .
- Christenhusz, M.J.M.; Zhang, X.C.; Schneider, H. (18. 2. 2011). „A linear sequence of extant families and genera of lycophytes and ferns”. Phytotaxa. 19 (1): 7. doi:10.11646/phytotaxa.19.1.2 .
- Christenhusz, Maarten J.M.; Chase, Mark W. (2014). „Trends and concepts in fern classification”. Annals of Botany. 113 (4): 571—594. PMC 3936591 . PMID 24532607. doi:10.1093/aob/mct299.
- Pteridophyte Phylogeny Group (новембар 2016). „A community-derived classification for extant lycophytes and ferns”. Journal of Systematics and Evolution. 54 (6): 563—603. S2CID 39980610. doi:10.1111/jse.12229 .
- Smith, Alan R.; Pryer, Kathleen M.; Schuettpelz, Eric; Korall, Petra; Schneider, Harald; Wolf, Paul G. (2006). „A classification for extant ferns” (PDF). Taxon. 55 (3): 705—731. JSTOR 25065646. doi:10.2307/25065646.
- Taylor, T.N.; Taylor, E.L.; Krings, M. (2009). Paleobotany, The Biology and Evolution of Fossil Plants (2nd изд.). Amsterdam; Boston: Academic Press. ISBN 978-0-12-373972-8.</ref>